# Rhythm of Love (пісня Альони Ланської)
«Rhythm of Love» — пісня білоруської співачки Альони Ланської, яка 7 грудня 2012 року була обрана для представлення Білорусі на пісенному конкурсі Євробачення 2013 у Мальме.
6 березня було оголошено, що на конкурсі співачка виконає пісню «Solayoh».